# Rhizocaulia westlandica
Rhizocaulia es un género monotípico de musgos hepáticas de la familia Balantiopsaceae. Su única especie: Rhizocaulia westlandica, es originaria de Nueva Zelanda. 

## Taxonomía
Rhizocaulia westlandica fue descrita por Eliza Amy Hodgson y publicado en Transactions of the Royal Society of New Zealand, Botany 3: 78. 1965.